# Álvaro Mejía
Álvaro Mejía Castrillón (Santa Rosa de Cabal, Risaralda; 19 de enero de 1967) es un exciclista colombiano, profesional entre los años 1989 y 1997.
Sus mejores resultados internacionales fueron un cuarto puesto en el Tour de Francia 1993 y un cuarto lugar en el Campeonato del Mundo de 1991.
Tuvo una trayectoria ciclística relativamente corta. Después de su retirada inició sus estudios de medicina. Actualmente es uno de los médicos de la selección de ciclismo de Colombia.

## Palmarés
| 1986 - Clásica de El Carmen de Viboral - 1 etapa del Clásico RCN 1988 - Vuelta de la Juventud de Colombia - Clásico RCN - 2 etapas de la Vuelta a Colombia - 2.º en el Campeonato Panamericano en Ruta 1989 - Clásico RCN, más 2 etapas - 3.º en el Campeonato de Colombia de ciclismo en ruta 1990 - 1 etapa del Dauphiné Libéré | 1991 - Vuelta a Galicia, más 1 etapa - Vuelta a Antioquia - Clasificación de los jóvenes del Tour de Francia 1992 - Vuelta a Murcia - 1 etapa del Clásico RCN 1993 - Volta a Cataluña 1994 - Ruta del Sur |

## Resultados en Grandes Vueltas
| Carrera         | 1989 | 1990 | 1991 | 1992 | 1993 | 1994 | 1995 |
| --------------- | ---- | ---- | ---- | ---- | ---- | ---- | ---- |
| Giro de Italia  | -    | -    | -    | -    | 30°  | 39°  | -    |
| Tour de Francia | -    | 48°  | 19°  | ab.  | 4°   | 31°  | 16°  |
| Vuelta a España | -    | 17°  | 22°  | 29°  | -    | -    | ab.  |
| Mundial en Ruta | ab.  | -    | 4º   | 32°  | ab.  | ab.  | -    |

## Equipos
- Postobón (1989-1992)
- Motorola (1993-1995)
- Petróleo de Colombia (1997)